# Paul Zilcher
Paul Zilcher (ur. 9 lipca 1855 we Frankfurcie nad Menem, zm. 23 sierpnia 1943 tamże) – niemiecki kompozytor pochodzenia holenderskiego. Autor utworów fortepianowych o charakterze pedagogicznym Etiudy op. 55, Sonatiny op. 66.